# Charakterystyka częstotliwościowa
Charakterystyka częstotliwościowa – charakterystyka reprezentowana przez wykres transmitancji widmowej uzyskiwana w ten sposób, że pulsacja {\displaystyle \omega } staje się na wykresie zmienną niezależną i przebiega od {\displaystyle 0} do {\displaystyle \infty .}
Charakterystyki częstotliwościowe w praktyce można uzyskać dokonując pomiaru na wyjściu układu, na którego wejściu podano sygnał harmoniczny, odpowiednio przy tym zmieniając wartość pulsacji {\displaystyle \omega =2\pi f.}
Zależnie od okoliczności wykorzystuje się różne charakterystyki częstotliwościowe:
- Charakterystykę amplitudową {\displaystyle A(\omega )=|G(j\omega )|} i charakterystykę fazową {\displaystyle \phi (\omega )=\arg(G(j\omega )).} Stosuje się także charakterystyki częstotliwościowe logarytmiczne, czyli tzw. wykresy Bodego (ang. Bode diagram), które ukazują logarytmiczną zależność amplitudy i fazy od częstotliwości. Składają się one z dwóch wykresów: charakterystyki amplitudowej oraz charakterystyki fazowej.

Pierwszy z wykresów można uzyskać po wprowadzeniu modułu logarytmicznego definiowanego jako {\displaystyle Lm(\omega )=20\lg A(\omega )} (jednostką tego modułu jest decybel (dB), 20 dB oznacza wzmocnienie 10-krotne, 0 dB oznacza wzmocnienie jednostkowe) – osiom {\displaystyle \omega } i {\displaystyle A(\omega )} przypisać można wówczas skalę logarytmiczną. W przypadku drugiego z wykresów Bodego oś {\displaystyle \omega } charakterystyki fazowej przedstawiona jest w skali logarytmicznej, ale oś {\displaystyle \phi (\omega )} zachowuje zwykłą skalę liniową.
Sposób przedstawienia w postaci częstotliwościowych charakterystyk logarytmicznych, czyli w postaci tzw. wykresów Bodego stosuje się bardzo często. Bardzo rzadko natomiast wykreśla się charakterystyki {\displaystyle A(\omega )} i {\displaystyle \phi (\omega ),} które operują jedynie zwykłą skalą liniową.
- Charakterystykę rzeczywistą {\displaystyle R(\omega )=\operatorname {Re} (G(j\omega ))} i charakterystykę urojoną {\displaystyle Q(\omega )=\operatorname {Im} (G(j\omega )).} Charakterystyki będące wykresami funkcji {\displaystyle R(\omega )} i {\displaystyle Q(\omega )} stosuje się dużo rzadziej, choć w takiej postaci wyniki pomiarów podają niektóre urządzenia specjalistyczne.

- Wykres {\displaystyle G(j\omega )} na płaszczyźnie zmiennej zespolonej o osiach {\displaystyle R(\omega )} i {\displaystyle Q(\omega ),} gdzie uzmienniono {\displaystyle \omega } w {\displaystyle G(j\omega ),} czyli tzw. wykres Nyquista zwany też charakterystyką amplitudowo-fazową (ang. polar plot, Nyquist plot) – współrzędne biegunowe każdego punktu na wykresie wyrażają {\displaystyle A(\omega )} i {\displaystyle \phi (\omega ).}

- Czasami stosuje się także tzw. charakterystykę Nicholsa (ang. Nichols plot) znaną też jako wykres Blacka stanowiącą połączenie pary charakterystyk moduł logarytmiczny {\displaystyle Lm(\omega )} i argument {\displaystyle \phi (\omega )} przy pulsacji {\displaystyle \omega } traktowanej jako parametr wykresu.

- Wykresy miejsc stałej amplitudy (tzw. okręgi M), wykresy miejsc stałej fazy (tzw. okręgi N) oraz tzw. wykres Nicholsa (ang. Nichols chart), czyli wykresy okręgów M i okręgów N na płaszczyźnie, której wymiarami są moduł logarytmiczny {\displaystyle Lm(\omega )} i argument {\displaystyle \phi (\omega ).}